# Parque Victoria Eugenia
Parque Victoria Eugenia es un barrio perteneciente al distrito Bailén-Miraflores de la ciudad andaluza de Málaga, España. Según la delimitación oficial del ayuntamiento, limita al norte y al nordeste con el barrio de Arroyo de los Ángeles; al este, con el barrio de Victoria Eugenia; al sur, con Suárez; y al oeste con Miraflores de los Ángeles y Florisol.

## Transportes
En autobús queda conectado mediante las siguientes líneas de la EMT: 
| Línea | Trayecto                                      | Recorrido | Frecuencia    |
| ----- | --------------------------------------------- | --------- | ------------- |
| C2    | Circular 2                                    | Recorrido | 11-12 minutos |
| 6     | Alameda Principal - La Milagrosa              | Recorrido | 50 minutos    |
| 7     | Alameda Principal - Miraflores de los Ángeles | Recorrido | 10-11 minutos |